# Vitalij Tjurkin
Vitalij Tjurkin, född 21 februari 1952 i Moskva, död 20 februari 2017 i New York, var en rysk diplomat som var Rysslands FN-ambassadör från 2006 fram till sin död.
Som barn var Tjurkin skådespelare och medverkade i flera filmer, som Sinyaya Tetrad, Nol tri och Serdtse materi. 